# فتيان أنانسي
فتيان أنانسي، هي رواية خيالية للكاتب الإنجليزي نيل غيمان. يجسّد «السيّد نانسي» فيها الإله المحتال من غرب أفريقيا المدعو أنانسي. يموت أنانسي تاركًا خلفه ولدين، يحاول هذان الولدان استكشاف بعضهما البعض. تتعقّب الرواية مغامراتهما في أثناء استكشافهما لإرثهما المشترك. لا تُعتبر هذه الرواية استكمالًا لرواية غيمان السابقة آلهة أمريكية، على الرغم من ظهور السيّد نانسي في كلا الكتابين.
نُشرت رواية فتيان أنانسي في 20 سبتمبر من عام 2005، أمّا الإصدار ذو الغلاف الورقي فنُشر في 1 أكتوبر من عام 2006. ظهر الكتاب في المرتبة الأولى في قائمة نيويورك تايمز لأكثر الكتب مبيعًا، وفاز بجائزتي لوكوس وجمعية الخيال البريطانية في عام 2006. أُصدرت نسخة صوتية من الكتاب في عام 1005، إذ رواها ليني هينري.

## الحبكة
تروي رواية فتيان أنانسي قصّة تشارلز نانسي أو «تشارلي السمين» اللندني الخجول وعديم الطموح؛ الرجل غير المتحمّس لتحضيرات زفافه التي تتعرقل بعد إخباره بوفاة والده في ولاية فلوريدا. يموت السيّد نانسي المبهرج -الذي لطالما عاش تشارلي السمين في ظلّه- بشكل مخزٍ جرّاء تعرّضه لنوبة قلبية قاتلة في أثناء غنائه لامرأة شابّة على خشبة المسرح في حانة للكاراوكي.
يُرغم تشارلي على أخذ إجازة من وكالة المواهب التي يعمل لديها، ثمّ يسافر إلى فلوريدا لحضور الجنازة. بعدئذ، تكشف صديقة العائلة القديمة السيّدة كاليان هيغلر لتشارلي حقيقة والده المجسّد لإله العنكبوت أنانسي -ومن هنا جاءت تسميته- في غرب أفريقيا، وذلك خلال مناقشة التصرّف في تركة السيّد نانسي. يعود السبب في عدم وراثة تشارلي هذه القوى الإلهية إلى وراثة شقيقه المجهول حينها لها، إذ تخبره السيّدة هيغلر أنّه يستطيع التواصل مع شقيقه عن طريق إرسال دعوة له عبر عنكبوت. يشكّك تشارلي في هذه المعلومات، وينسى ما أخبرته به السيّدة هيغلر إلى حدّ كبير بعد عودته إلى إنجلترا. على الرغم من ذلك، يهمس تشارلي الثمل في ذات ليلة لعنكبوت بأنّه سيكون سعيدًا لو يأتي شقيقه لزيارته.
وفي صباح اليوم التالي، يزور تشارلي شقيقُه الدمث والأنيق «عنكبوت»، إذ يُصاب بالذهول عند معرفته بوفاة والدهما. يعبر عنكبوت إلى منزل طفولتهما من خلال إحدى الصور، بينما يغادر تشارلي إلى العمل في حيرة من أمره بسبب عنكبوت واختفائه المفاجئ.
يعود عنكبوت في تلك الليلة محمّلًا بمشاعر الأسى بسبب وفاة أنانسي وطيشه الذي منعه من ملاحظة ما يحدث. يثمل الشقيقان بصخبٍ كي يستطيعا دفن أحزانهما (بناءً على نصيحة عنكبوت)، معتمدان على ثلاثي النبيذ والنساء والغناء كما يقول المثل. يثمل تشارلي بما يكفي لينام طيلة اليوم الثاني، على الرغم من أنّه لا يتورّط عادةً في أمور النساء أو الغناء. يغطّي عنكبوت على غياب تشارلي في مكتبه في وكالة غراهام كوتس، وذلك من خلال تنكّره بشكل سحري على هيئة تشارلي. يكتشف عنكبوت حينها ممارسات الوكالة طويلة الأمد والمتمثّلة في الاختلاس من عملائها. يسرق عنكبوت عاطفة وعذرية خطيبة تشارلي روزي نواه أيضًا.
يعقد غراهام اجتماعًا في الوكالة لطرد تشارلي، إذ يكشف عنكبوت المتنكّر على هيئة تشارلي عن معرفته بالمخالفات المالية في هذا الاجتماع. نتيجةً لذلك، يؤجّل غراهام طرد تشارلي. وفي اليوم التالي، يقدّم غراهام شيكًا كبيرًا وعطلةً من العمل لتشارلي الحقيقي. تواصل الوكالة تغييرها للسجلات المالية بعد خروج تشارلي من المكتب، وذلك بهدف تلفيقه بتهمة الاختلاس. يشعر تشارلي بالسخط نتيجة خسارته لخطيبته، فيستغل عطلته هذه للذهاب إلى فلوريدا؛ حيث يطلب المساعدة من السيّدة هيغلر وثلاثة من أصدقائها القدامى وغريبي الأطوار للتخلّص من عنكبوت. ترسل المجموعة تشارلي إلى «بداية العالم» موطن الآلهة القديمة المتجسّدة في الحيوانات مثل أبيه، وذلك بسبب عجزهم عن مساعدته في حل هذه المشكلة. يواجه تشارلي هناك النمر المخيف والضبع الشنيع والقرد التافه إلى جانب بعض الحيوانات الأخرى. لا يرغب أيٌّ منهم في مساعدة ابن المحتال الذي تسبّب لهم بالإحراج. وفي نهاية المطاف، يلتقي تشارلي بالامرأة العصفورة التي توافق على مساعدته المتمثّلة بإعطائه واحدةً من ريشاتها مقابل «سلالة أنانسي».

## روابط خارجية
- فتيان أنانسي على موقع الموسوعة البريطانية (الإنجليزية)